# ボルドーワインの格付け

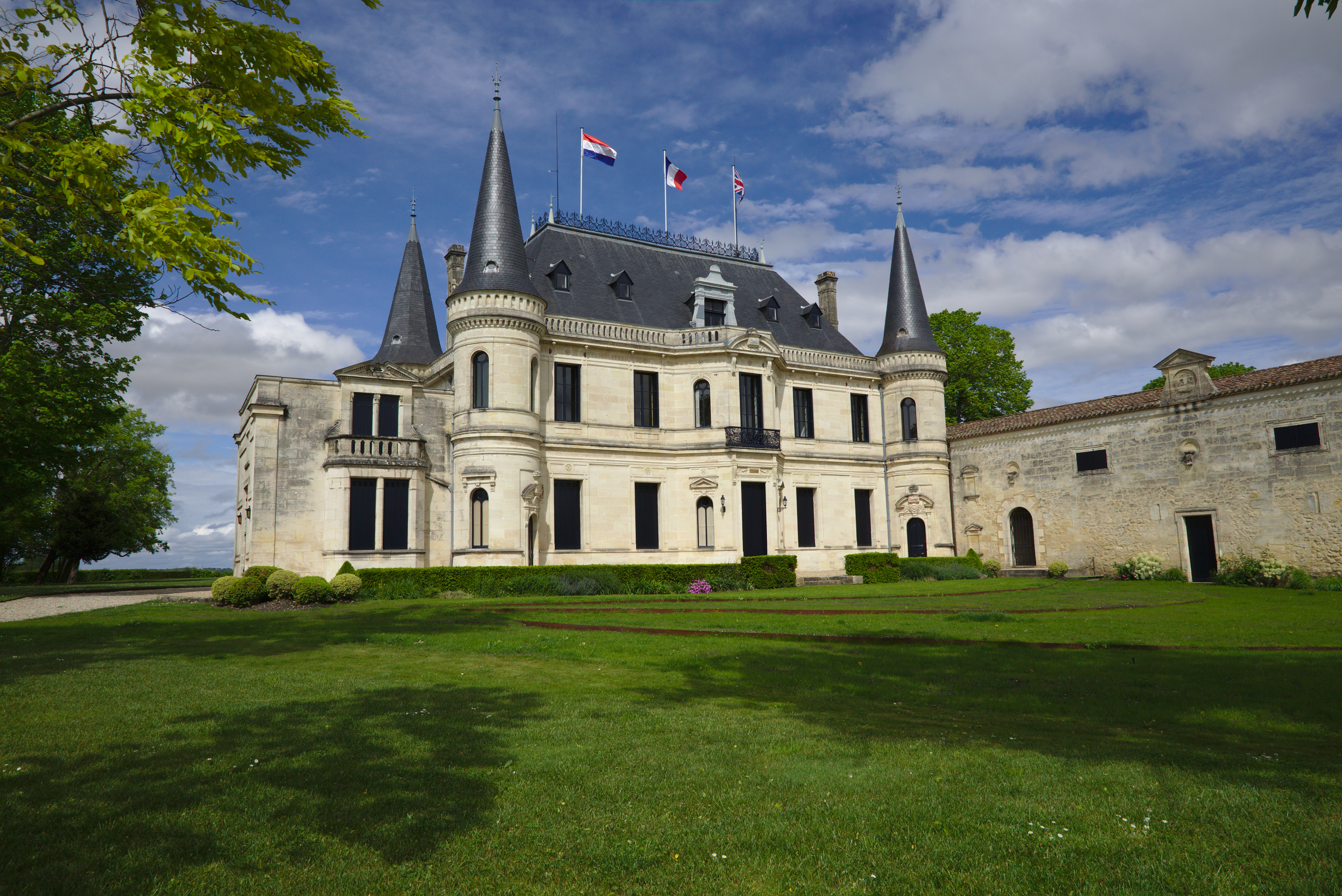
シャトー・パルメの外観。メドックの格付け第3級に属するシャトーである。

フランスのジロンド県のボルドーで生産されるボルドーワインにはいくつかの格付けが存在する。ボルドーワインの生産量のうち、5%が格付けされたワインである。

## 概要
ボルドーワインの格付けは地区ごとに分かれており、各々のシャトーに対して格付けが行われる。格付けには以下の種類がある。
- 1855年のボルドーワインに対する格付け。メドックの赤ワインとソーテルヌ、バルサックの甘口ワインが対象とされた。
- グラーヴの格付け。赤ワイン、白ワインの各々に対して格付けされている。
- サン・テミリオンの格付け。サン・テミリオンの赤ワインが対象とされている。
- クリュ・ブルジョワ。メドック地区で生産された赤ワインに対する格付けである。
- クリュ・アルティザン。EUが1994年に認定し、2006年に44のシャトーが登録された。

ボルドーには格付けのない地区も存在する。例えば、ポムロールは銘醸地でありながら公的な格付けが存在しない。

## 1855年のボルドーワインに対する格付け
1855年のパリ万国博覧会の際、皇帝ナポレオン3世は、世界中から集まる訪問客に向けて、フランスのボルドーワインの展示に格付けが必要だと考えた。格付け制定の依頼を受けた仲買人は、シャトーの評判や市場価格に従って、ワインをランク付けした。その結果が、1855年以来のボルドーワインの公式格付けとなった。格付けはメドック産の赤ワインに対するものと、ソーテルヌとバルサックの甘口白ワイン（貴腐ワイン）に対するものがある。

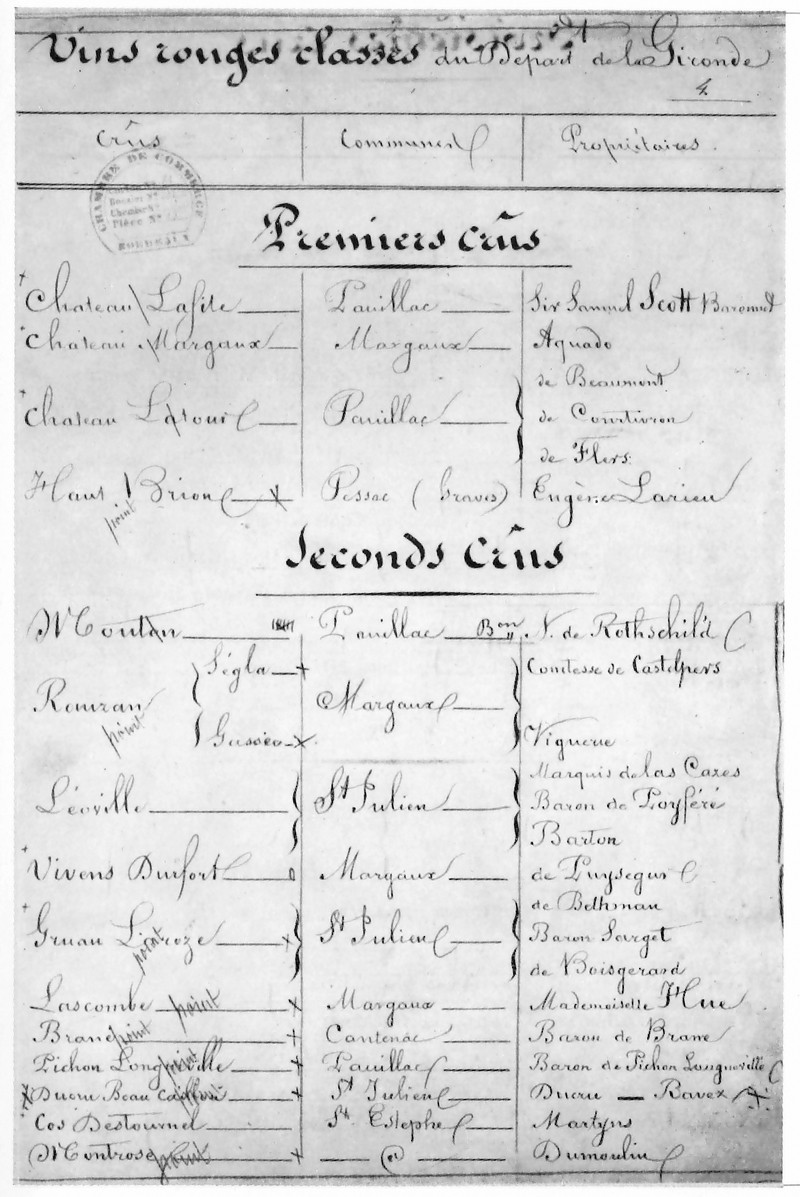
1855年に発行された格付けの文書のうちの1ページ。"Premiers Crûs" （第1級）として4つのシャトー（シャトー・ラフィット、シャトー・マルゴー、シャトー・ラトゥール、オー・ブリオン）が記載されており、次いで"Seconds crûs"（第2級）のシャトーが列挙されている。

この後、格付けは僅かな例外を除き変更されていない。例外としては、翌1856年にシャトー・カントメルルが追加されたこと、1973年にシャトー・ムートン・ロートシルトが格付け2級から1級に昇格したことが挙げられる。シャトー・カントメルルの追加に関しては詳しい理由は分かっていない。シャトー・ムートン・ロートシルトの昇格は所有者であるロスチャイルド家のフィリップ男爵による20年にわたるロビー活動の末、当時の農務大臣であったジャック・シラクによる承認を受けて昇格が決められた。その他、シャトーの分裂・吸収による増減や、シャトーの名前の変更が起きている。

メドックの格付け第1級のシャトー5つをまとめて5大シャトーと呼ぶことがある。また、第2級以下であっても極めて高品質なワインを産出するシャトーは、アメリカや日本ではスーパーセカンドと呼ばれている。

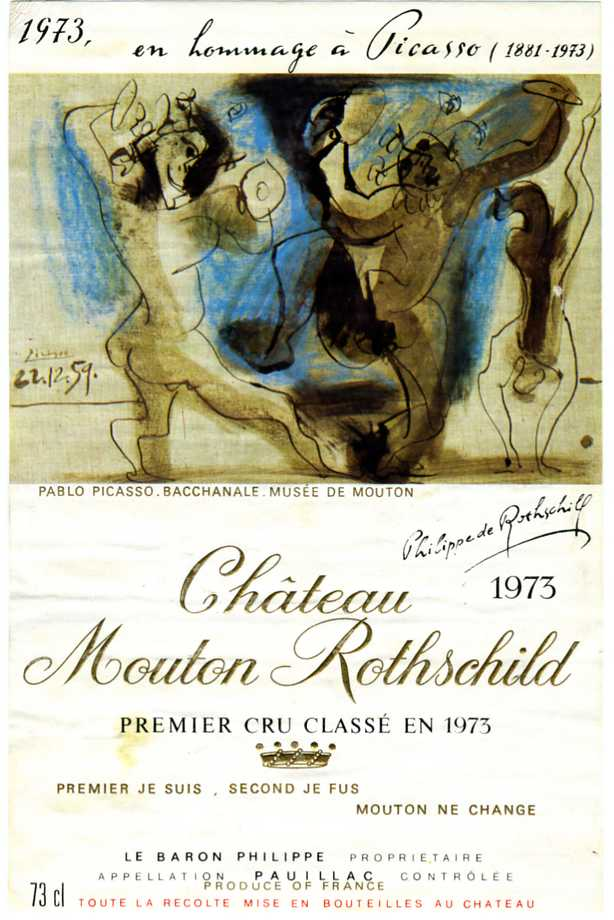
格付け第1級に昇格した年度である1973年のシャトー・ムートン・ロートシルトのエチケット。"PREMIER CRU CLASSE（第1級）"と記載されているとともに、「かつて2級なりしが、今は1級となる。ムートンは変わらず（PREMIER JE SUIS, SECOND JE FUS, MOUTON NE CHANGE）」との文が添えられている。

### 批判
格付けシャトーにおいて、ブドウ畑が拡大・縮小・分割される場合もあり、とりわけ重要なテロワールを持つ区画の所有者が変わることもあったが、それに対して格付けが変更されることはなかった。ブドウ畑の区画がコミューンをまたがなければ、区画そのものの良し悪しとは関係なしに、いかなるシャトーが所有していても法的に問題ないというのは、ボルドーの特異な規定である。
ワイン批評家の多くは、1855年の格付けは既に時代遅れであり各々のシャトーで生産されるワインの品質を的確に表してはいないと主張している。格付け改訂の計画は何度かなされているが、1960年の改訂に向けた動きは失敗に終わった。このとき改訂を試みた委員のひとりであるアレクシス・リシーヌは30年以上にわたり状況を変えるためのキャンペーンを行った。非公式の格付けを何度か発表するとともに、著作（Alexis Lichine's Guide to the Wines and Vineyards of France）のなかでこの問題について章を割いた。リシーヌは自説を裏付けるため、シャトー・ランシュ・バージュの事例を引用した。すなわち、シャトー・ランシュ・バージュは格付け5級でありながら、管理が行き届いていることと良好な区画の畑を辛抱強く買い集めたことにより市場から評価を受けるワインを生産しており、彼の判断によればより高い格付けを受けるに値するというものである。逆に、管理に失敗すれば品質は大きく下がることになり、例えばシャトー・マルゴーは1960年代から1970年代にかけて格付け1級に見合う品質ではないと広くみなされていた。他の批評家も追従して似た活動を行った。ロバート・パーカーは1985年に"a top 100 Bordeaux estates"を、ベルナールとアンリ・アンジャルベールは1989年に"L'histoire de la vigne & du vin"を出版したほか、ともにイギリスのマスター・オブ・ワインであるクライヴ・コーツとデイヴィッド・ペッパーコーンも同様の活動を行った。しかし、それらの効果は皆無であり、彼らが格下げしたシャトーのワインの価格が下がるようなこともなかった。1855年の格付けを受けたシャトーに政治的な権勢があったことも影響がなかった理由のひとつと考えられている。
2009年3月にはイギリスのワイン取引所であるLiv-exが独自の格付けを発表した。これは1855年の格付けの現代化を図ったものであり、元々の格付け時に採られていた手法を踏襲し、現在の価格から格付けを行ったものである。

### メドックの赤ワインに対する格付け

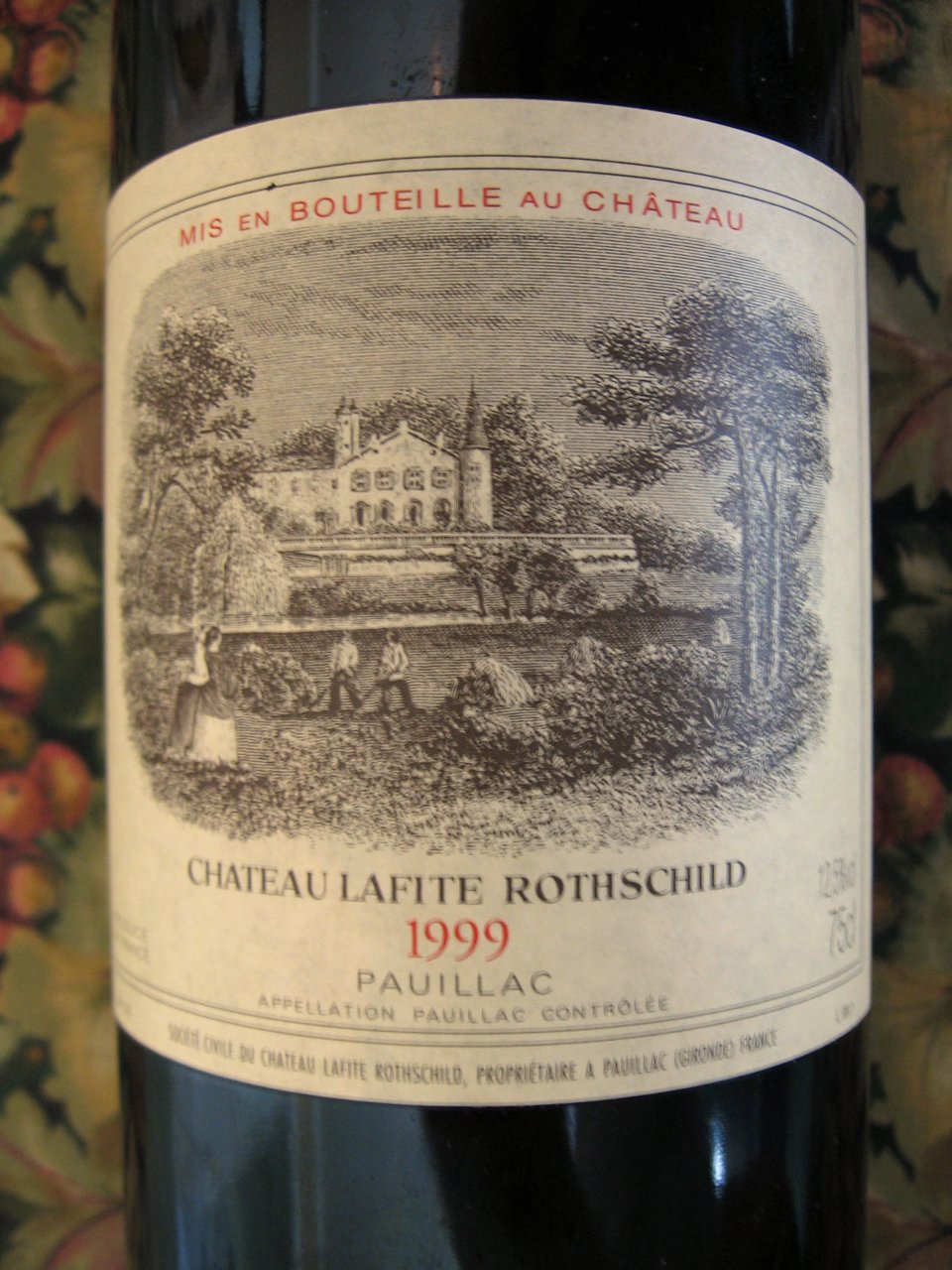
1999年のシャトー・ラフィット・ロートシルトのボトル。シャトー・ラフィット・ロートシルトは格付け第1級の中でも筆頭のシャトーと目されている。

メドックの格付けは、メドック地区（メドック、オー・メドック、リストラック、ムーリ、マルゴー、サン・ジュリアン、ポイヤック、サン・テステフの8つのアペラシオン）に存在するシャトーで生産される赤ワインに対して行われており、第1級から第5級までの5段階に分かれている。

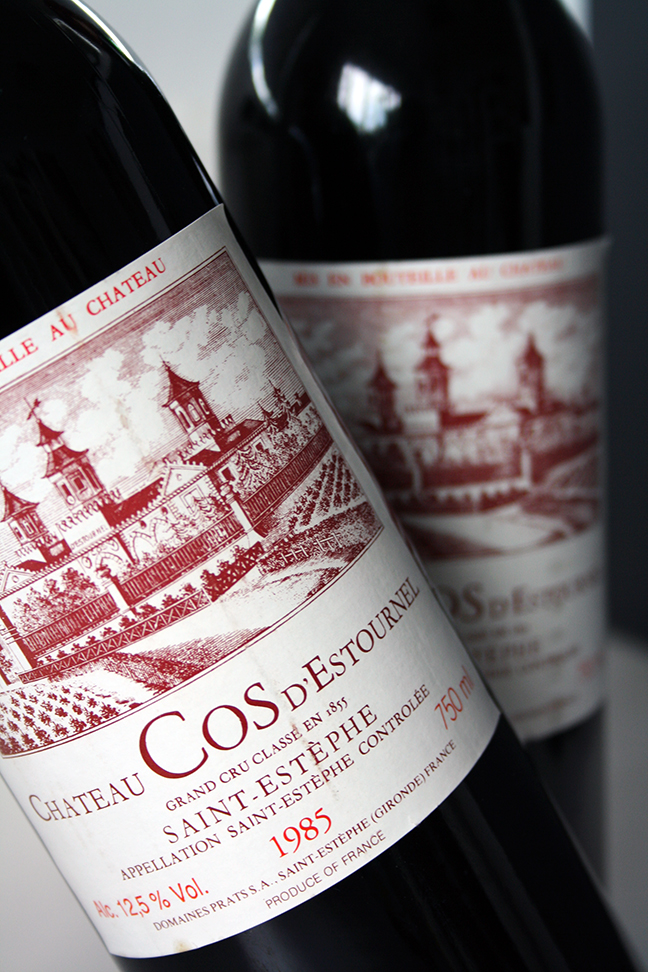
1985年のシャトー・コス・デストゥーネルのボトル。格付け2級のシャトーであり、スーパーセカンドのひとつとみなされている。

| シャトー                           | AOC                  | 備考                                                                               |
| ---------------------------------- | -------------------- | ---------------------------------------------------------------------------------- |
| シャトー・ラフィット・ロートシルト | ポイヤック           |                                                                                    |
| シャトー・ラトゥール               | ポイヤック           |                                                                                    |
| シャトー・ムートン・ロートシルト   | ポイヤック           | 1973年に2級から昇格                                                                |
| シャトー・マルゴー                 | マルゴー             |                                                                                    |
| シャトー・オー・ブリオン           | ペサック・レオニャン | 1855年当時から名高いシャトーであったため、唯一メドック以外の地区から選ばれている。 |

| シャトー                                                 | AOC              | 備考                                               |
| -------------------------------------------------------- | ---------------- | -------------------------------------------------- |
| シャトー・コス・デストゥーネル                           | サン・テステフ   |                                                    |
| シャトー・モンローズ                                     | サン・テステフ   |                                                    |
| シャトー・ピション・ロングヴィル・バロン                 | ポイヤック       | 1855年当時のシャトー・ピション・ロングヴィルが分裂 |
| シャトー・ピション・ロングヴィル・コンテス・ド・ラランド | ポイヤック       | 1855年当時のシャトー・ピション・ロングヴィルが分裂 |
| シャトー・デュクリュ・ボーカイユ                         | サン・ジュリアン |                                                    |
| シャトー・グリュオ・ラローズ                             | サン・ジュリアン |                                                    |
| シャトー・レオヴィル・バルトン                           | サン・ジュリアン | 1855年当時のシャトー・レオヴィルが分裂             |
| シャトー・レオヴィル・ラス・カーズ                       | サン・ジュリアン | 1855年当時のシャトー・レオヴィルが分裂             |
| シャトー・レオヴィル・ポワフェレ                         | サン・ジュリアン | 1855年当時のシャトー・レオヴィルが分裂             |
| シャトー・デュルフォール・ヴィヴァン                     | マルゴー         |                                                    |
| シャトー・ラスコンブ                                     | マルゴー         |                                                    |
| シャトー・ローザン・ガシー                               | マルゴー         |                                                    |
| シャトー・ローザン・セグラ                               | マルゴー         |                                                    |
| シャトー・ブラーヌ・カントナック                         | マルゴー         |                                                    |

| シャトー                               | AOC              | 備考                                                      |
| -------------------------------------- | ---------------- | --------------------------------------------------------- |
| シャトー・カロン・セギュール           | サン・テステフ   |                                                           |
| シャトー・ラグランジュ                 | サン・ジュリアン |                                                           |
| シャトー・ランゴア・バルトン           | サン・ジュリアン |                                                           |
| シャトー・フェリエール                 | マルゴー         |                                                           |
| シャトー・マレスコ・サン・テクジュペリ | マルゴー         | 1855年当時に同じく3級であったシャトー・ドゥビニョンを吸収 |
| シャトー・マルキ・ダレーム・ベッケー   | マルゴー         |                                                           |
| シャトー・ボイド・カントナック         | マルゴー         | 1855年当時のシャトー・ボイドが分裂                        |
| シャトー・カントナック・ブラウン       | マルゴー         | 1855年当時のシャトー・ボイドが分裂                        |
| シャトー・デミレーユ                   | マルゴー         |                                                           |
| シャトー・ディサン                     | マルゴー         |                                                           |
| シャトー・キルヴァン                   | マルゴー         |                                                           |
| シャトー・パルメ                       | マルゴー         |                                                           |
| シャトー・ジスクール                   | マルゴー         |                                                           |
| シャトー・ラ・ラギュンヌ               | オー・メドック   |                                                           |

| シャトー                                   | AOC              | 備考                                                            |
| ------------------------------------------ | ---------------- | --------------------------------------------------------------- |
| シャトー・ラフォン・ロッシェ               | サン・テステフ   |                                                                 |
| シャトー・デュアール・ミロン・ロートシルト | ポイヤック       |                                                                 |
| シャトー・ベイシュベル                     | サン・ジュリアン |                                                                 |
| シャトー・ブラネール・デュクリュ           | サン・ジュリアン |                                                                 |
| シャトー・サン・ピエール                   | サン・ジュリアン |                                                                 |
| シャトー・タルボ                           | サン・ジュリアン |                                                                 |
| シャトー・マルキ・ド・テルム               | マルゴー         |                                                                 |
| シャトー・プージェ                         | マルゴー         | 1855年当時に同じく4級であったシャトー・プージェ・ラサールを吸収 |
| シャトー・プリュレ・リシーヌ               | マルゴー         |                                                                 |
| シャトー・ラ・トゥール・カルネ             | オー・メドック   |                                                                 |

| シャトー                           | AOC            | 備考                                 |
| ---------------------------------- | -------------- | ------------------------------------ |
| シャトー・コス・ラボリ             | サン・テステフ |                                      |
| シャトー・バタイエ                 | ポイヤック     | 1855年当時のシャトー・バタイエが分裂 |
| シャトー・オー・バタイエ           | ポイヤック     | 1855年当時のシャトー・バタイエが分裂 |
| シャトー・クレール・ミロン         | ポイヤック     |                                      |
| シャトー・クロワゼ・バージュ       | ポイヤック     |                                      |
| シャトー・ランシュ・バージュ       | ポイヤック     |                                      |
| シャトー・ランシュ・ムーサス       | ポイヤック     |                                      |
| シャトー・オー・バージュ・リベラル | ポイヤック     |                                      |
| シャトー・ダルマイヤック           | ポイヤック     |                                      |
| シャトー・グラン・ピュイ・デュカス | ポイヤック     |                                      |
| シャトー・グラン・ピュイ・ラコスト | ポイヤック     |                                      |
| シャトー・ペデスクロー             | ポイヤック     |                                      |
| シャトー・ポンテ・カネ             | ポイヤック     |                                      |
| シャトー・デュ・テルトル           | マルゴー       |                                      |
| シャトー・ドーザック               | マルゴー       |                                      |
| シャトー・ベルグラーヴ             | オー・メドック |                                      |
| シャトー・ド・カマンサック         | オー・メドック |                                      |
| シャトー・カントメルル             | オー・メドック | 1856年に追加                         |

### ソーテルヌ・バルザックの甘口白ワインに対する格付け

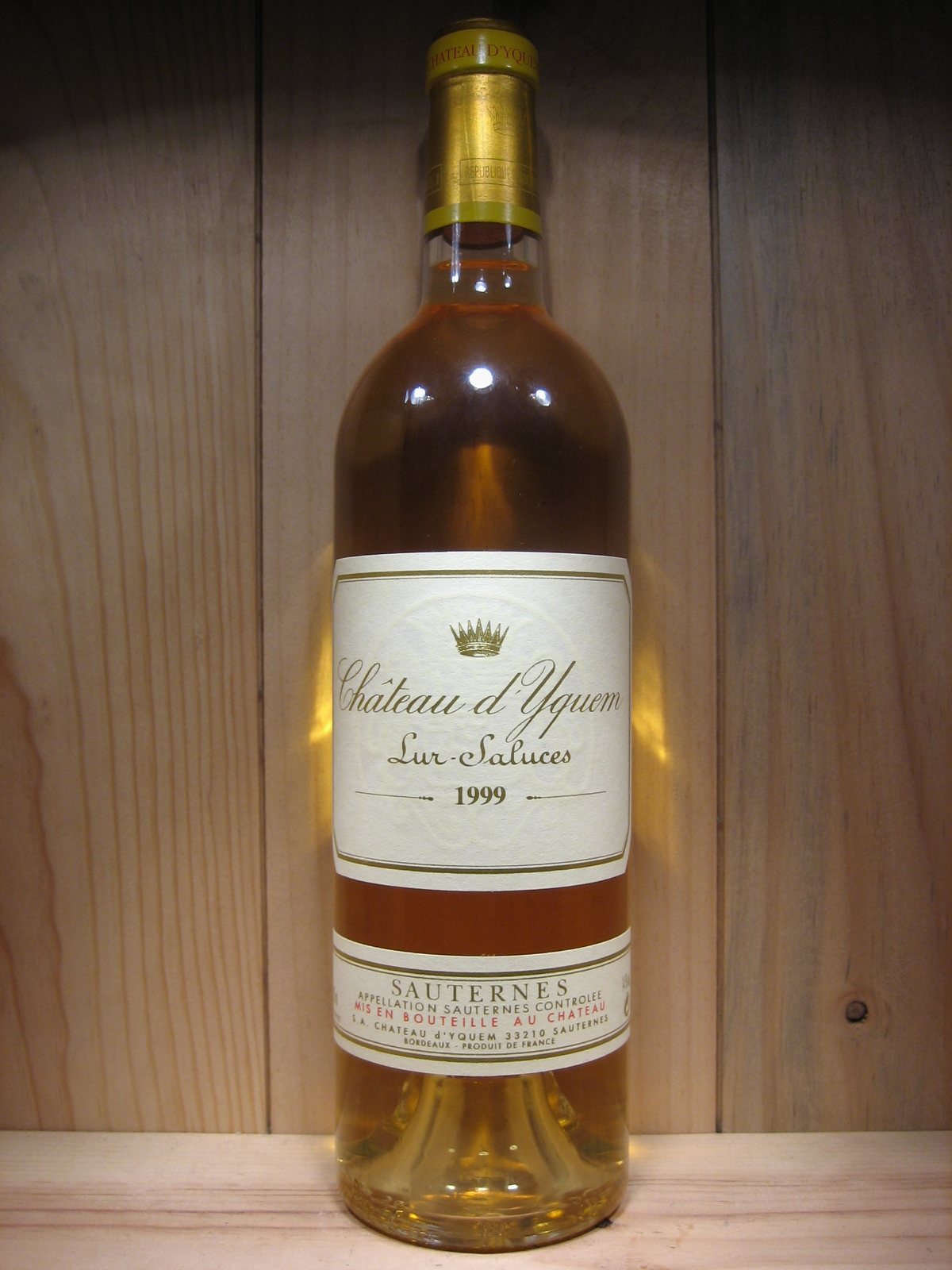
1999年のシャトー・ディケム。ソーテルヌ・バルザックのシャトーのなかで、唯一特別1級に格付けされている。

ソーテルヌ・バルザックの格付けは、全て甘口白ワインである貴腐ワインに対するものである。特別1級から2級までの3段階に分かれている。
| シャトー           | AOC        | 備考          |
| ------------------ | ---------- | ------------- |
| シャトー・ディケム | ソーテルヌ | 唯一の特別1級 |

| シャトー                           | AOC        | 備考 |
| ---------------------------------- | ---------- | ---- |
| シャトー・クリマン                 | バルサック |      |
| シャトー・クーテ                   | バルサック |      |
| シャトー・クロ・オー・ペラゲ       | ソーテルヌ |      |
| シャトー・ド・レイヌ・ヴィニョ     | ソーテルヌ |      |
| シャトー・ラフォリ・ペラゲ         | ソーテルヌ |      |
| シャトー・ラ・トゥール・ブランシュ | ソーテルヌ |      |
| シャトー・ラボー・プロミ           | ソーテルヌ |      |
| シャトー・シガラ・ラボー           | ソーテルヌ |      |
| シャトー・リューセック             | ソーテルヌ |      |
| シャトー・スデュイロー             | ソーテルヌ |      |
| シャトー・ギロー                   | ソーテルヌ |      |

| シャトー                       | AOC        | 備考 |
| ------------------------------ | ---------- | ---- |
| シャトー・カイユ               | ソーテルヌ |      |
| シャトー・ド・ミラ             | ソーテルヌ |      |
| シャトー・ドワジ・デーヌ       | ソーテルヌ |      |
| シャトー・ドワジ・ヴェドリーヌ | ソーテルヌ |      |
| シャトー・スオ                 | ソーテルヌ |      |
| シャトー・ブルースト           | バルサック |      |
| シャトー・ドワジ・デュブロカ   | バルサック |      |
| シャトー・ネラック             | バルサック |      |
| シャトー・ロメー               | ソーテルヌ |      |
| シャトー・ロメー・デュ・アヨ   | ソーテルヌ |      |
| シャトー・ド・マル             | ソーテルヌ |      |
| シャトー・ダルシュ             | ソーテルヌ |      |
| シャトー・フィヨー             | ソーテルヌ |      |
| シャトー・ラモット             | ソーテルヌ |      |
| シャトー・ラモット・ギニャール | ソーテルヌ |      |

## グラーヴの格付け

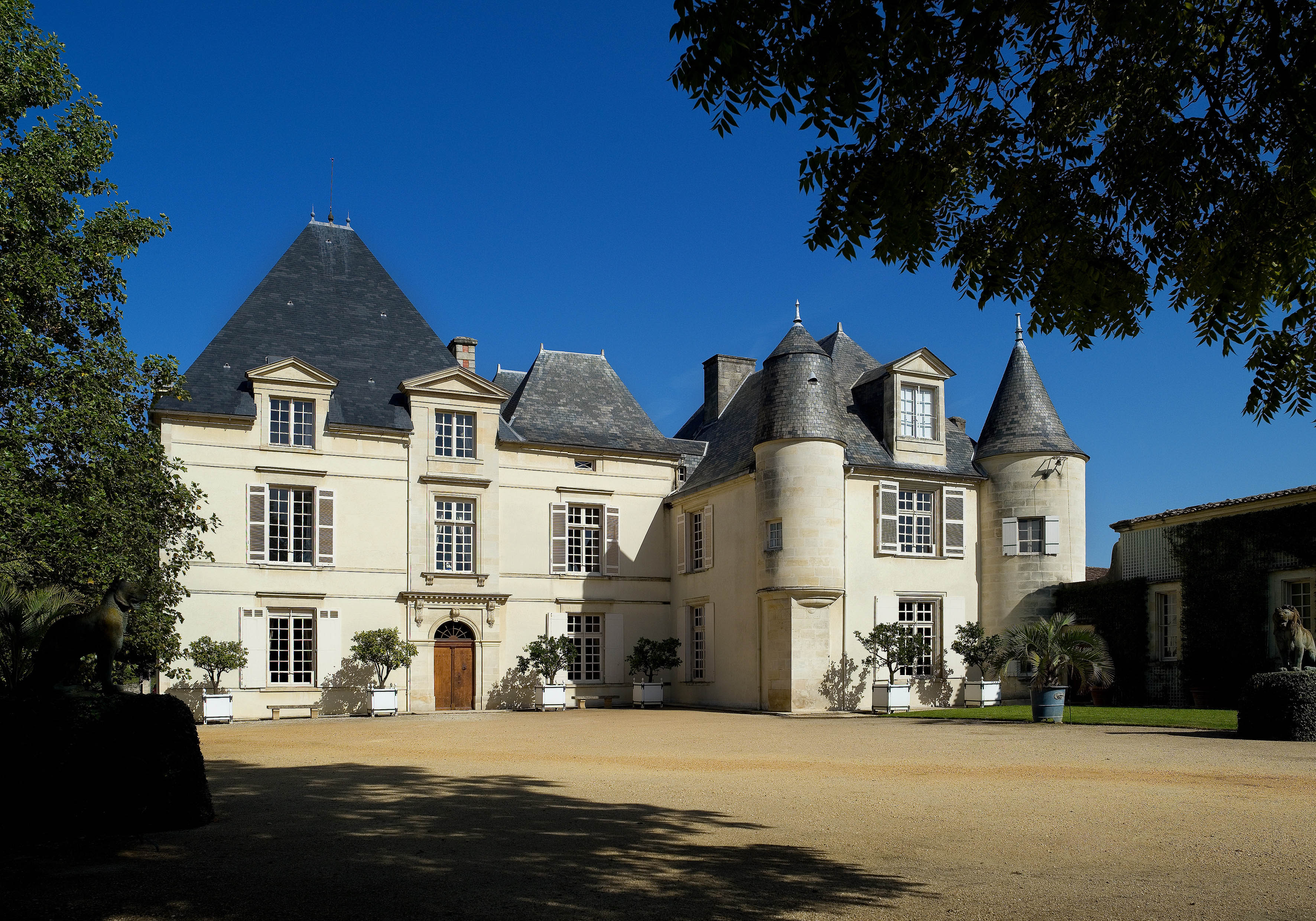
シャトー・オー・ブリオンの外観。グラーヴの格付けに属するとともに、例外的にメドックの格付け第1級にも含まれる。

グラーヴでの格付けは1953年に発表され、1959年に承認された。階級には分かれておらず、赤ワインと白ワインのそれぞれについて選定されている。
格付けされているシャトーのAOCは全てペサック・レオニャンである。
| シャトー                                   | タイプ | 備考                                                                             |
| ------------------------------------------ | ------ | -------------------------------------------------------------------------------- |
| シャトー・ド・フューザル                   | 赤     |                                                                                  |
| シャトー・オー・バイイ                     | 赤     |                                                                                  |
| シャトー・オー・ブリオン                   | 赤     | メドックの格付けにも例外的に含まれている                                         |
| シャトー・ラ・ミッション・オー・ブリオン   | 赤     |                                                                                  |
| シャトー・ラ・トゥール・オー・ブリオン     | 赤     | 2005年に生産が中止され、畑はシャトー・ラ・ミッション・オー・ブリオンに併合された |
| シャトー・パプ・クレマン                   | 赤     |                                                                                  |
| シャトー・スミス・オ・ラフィット           | 赤     |                                                                                  |
| シャトー・ブスコー                         | 赤・白 |                                                                                  |
| シャトー・カルボニュー                     | 赤・白 |                                                                                  |
| シャトー・ラトゥール・マルティニャック     | 赤・白 |                                                                                  |
| シャトー・マラルティック・ラグラヴィエール | 赤・白 |                                                                                  |
| シャトー・オリヴィエ                       | 赤・白 |                                                                                  |
| ドメーヌ・ド・シュヴァリエ                 | 赤・白 |                                                                                  |
| シャトー・クーアン                         | 白     |                                                                                  |
| シャトー・クーアン・リュルトン             | 白     |                                                                                  |
| シャトー・ラヴィユ・オー・ブリオン         | 白     | 2009年からシャトー・ラ・ミッション・オー・ブリオン・ブランに名称変更             |

## サン・テミリオンの格付け

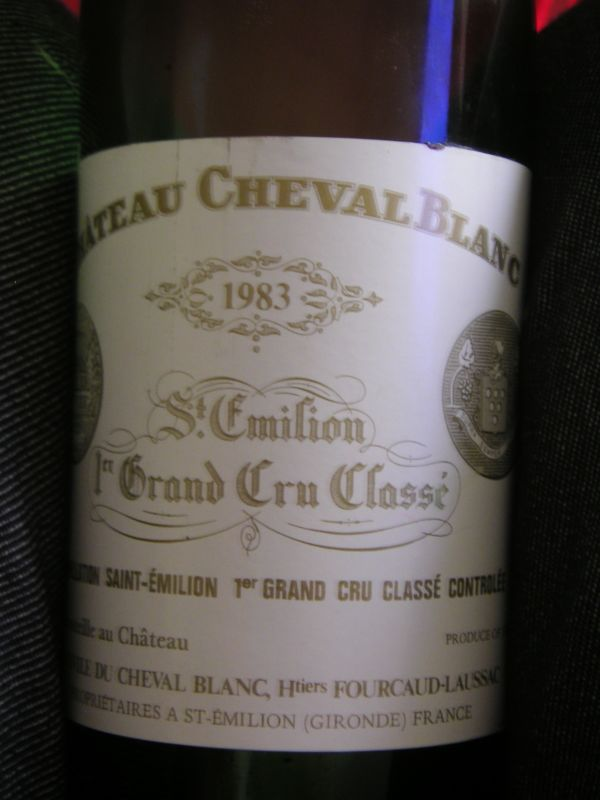
1983年のシャトー・シュヴァル・ブラン。サン・テミリオンを代表するシャトーであり、当時から格付け最上位にあったが、2022年の改定において格付けから離脱した。

サン・テミリオンの格付けは赤ワインに対して行われている。サン・テミリオンの格付けは1954年に法定され、およそ10年に1回程度のペースで改訂が行われてきた。改定が行われたのは1969年、1986年、1996年、2006年、2012年、2022年である。格付けは3段階に分かれており、上位からプルミエ・グラン・クリュ・クラッセA、プルミエ・グラン・クリュ・クラッセB、グラン・クリュ・クラッセの順である。格付けが流動的であるがゆえに、改訂の際には訴訟を含む紛争に発展することもある。特に、格付けの基準にインターネットの活用やツーリズムへの対応などワインの品質とは関係のない項目があることや、利害関係者が格付けに関わっており審査が不透明であることなどに対する不満がシャトーの側から出てきている。このため、2022年の改訂では、最高位のプルミエ・グラン・クリュ・クラッセAに格付けされていた4シャトー（シャトー・アンジェリュス、シャトー・オーゾンヌ、シャトー・シュヴァル・ブラン、シャトー・パヴィー）のうちパヴィーを除く3つが格付けを辞退するに至った。プルミエ・グラン・クリュ・クラッセAにはシャトー・フィジャックが昇格した。格付け辞退以外では降格したシャトーは出なかったが、これは訴訟などの混乱を避けるためであると目されている。

### 2022年におけるサン・テミリオンの格付け
2022年9月8日に発表されたサン・テミリオンの格付けは以下のとおりである。
| シャトー               | 備考                   |
| ---------------------- | ---------------------- |
| シャトー・パヴィー     | 2012年の改定で昇格した |
| シャトー・フィジャック | 2022年の改定で昇格した |

| シャトー                                                   | 備考 |
| ---------------------------------------------------------- | ---- |
| シャトー・ボーセジュール・ベコ                             |      |
| シャトー・ボーセジュール・エリティエ・デフォー・ラガロース |      |
| シャトー・ベレール・モナンジュ                             |      |
| シャトー・カノン                                           |      |
| シャトー・カノン・ラ・ガフリエール                         |      |
| シャトー・ラルシス・ディカス                               |      |
| シャトー・パヴィー・マッカン                               |      |
| シャトー・トロロン・モンド                                 |      |
| シャトー・トロットヴィエイユ                               |      |
| シャトー・ヴァランドロー                                   |      |
| クロ・フルテ                                               |      |
| ラ・モンドット                                             |      |

グラン・クリュ・クラッセには70のシャトーが格付けされている。

## クリュ・ブルジョワ

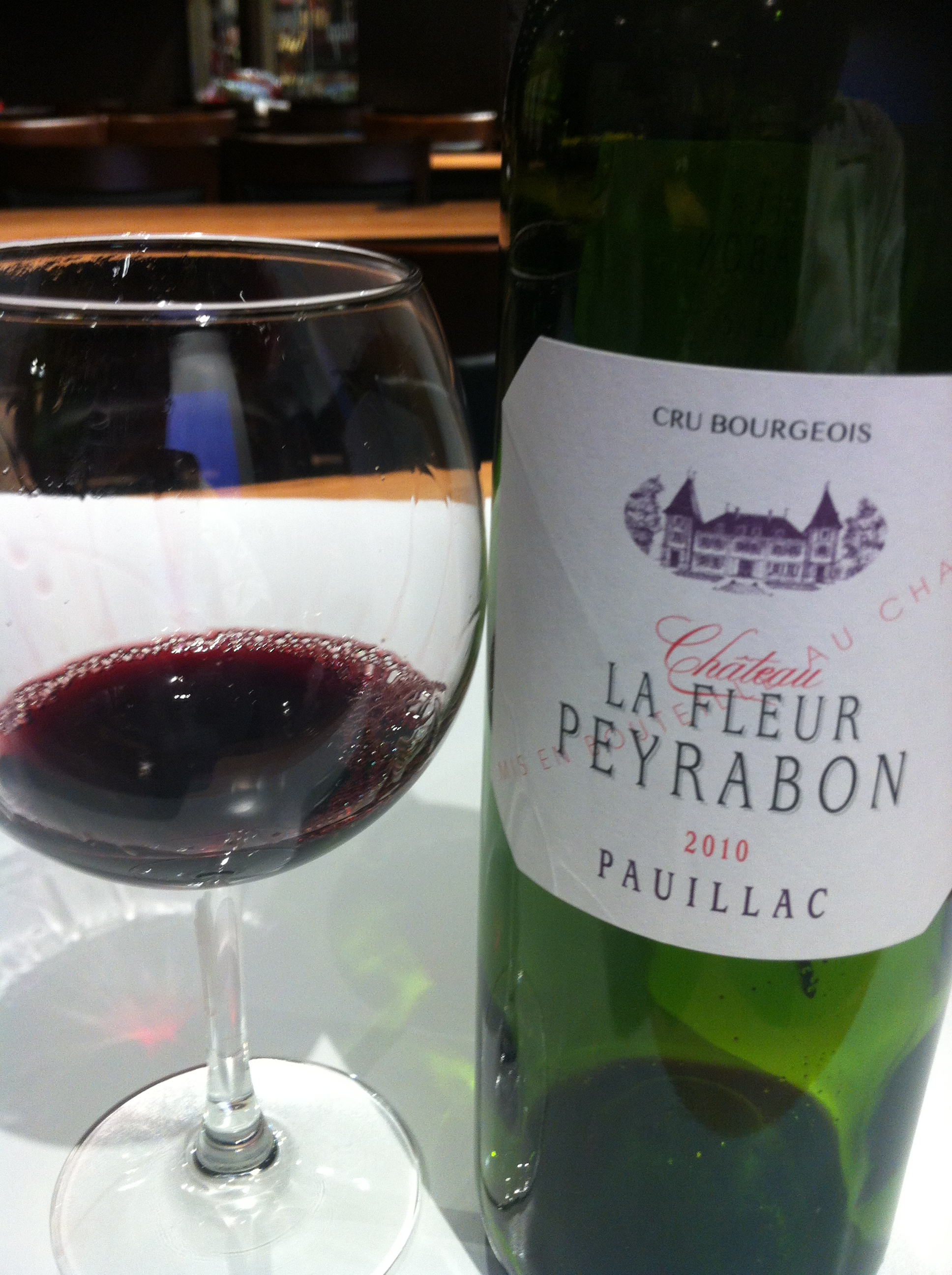
クリュ・ブルジョワのワイン

クリュ・ブルジョワ（ブルジョワ級）はメドック地区で生産された赤ワインに対する格付けである。1855年のメドック格付けに次ぐ立ち位置として、格付けが制定されている。2016年の発表では、メドック地区で生産されたワインのうち約3割がクリュ・ブルジョワに含まれていた。
クリュ・ブルジョワは非公式の格付けとして1932年に444のシャトーが選定されたのが始まりである。2003年に公的に認められ、247のシャトーがクリュ・ブルジョワに格付けされた。しかし、格付けに漏れた生産者が審査の公平性に不満を持ち訴訟が起こされたことで関連する法令が無効となり、格付けも取り消された。2010年9月には新たにクリュ・ブルジョワの品質認証が行われるようになったが、これはクリュ・ブルジョワ連盟が行政機関を通さずに行っている非公式の格付けである。認証は毎年更新される。その後、2018年ヴィンテージからは公的な格付けとして復活し、クリュ・ブルジョワ・エクセプショネル、クリュ・ブルジョワ・シュペリュール、クリュ・ブルジョワの3通りの認証がなされることに決まった。格付けの有効期間は5年間となる。

## クリュ・アルティザン
クリュ・アルティザンはメドック地区の栽培面積6ha以下の小規模なシャトーを対象にした格付けである。EUにより1994年に認定され、2006年に44のシャトーが登録された。